# Ommatius disparis
Ommatius disparis är en tvåvingeart som beskrevs av Scarbrough 2007. Ommatius disparis ingår i släktet Ommatius och familjen rovflugor. Inga underarter finns listade i Catalogue of Life.